# Mittelschule 6 Wels
Die Mittelschule 6 Wels ist eine Mittelschule in Wels.

## Pädagogische Arbeit, Ausstattung und Angebote
Die Mittelschule 6 Wels hat 16 Klassen der 5. bis 8. Schulstufe mit 371 Schülern. (Stand: 2014/15)
Im Jahr 2010 war die Schule für den Österreichischen Schulpreis nominiert.